# Бурлаченко, Андрей Михайлович
Андрей Михайлович Бурлаченко (март 1928 — 1981) — советский колхозник, капитан-бригадир рыболовного сейнера «Минчанин». Герой Социалистического Труда (1963)

## Биография
Андрей Бурлаченко родился в марте 1928 года на хуторе Кривая Коса (ныне Новоазовский район, Донецкая область, Украина). По национальности — украинец. Его отец был потомственным рыбаком, работал капитаном рыболовного сейнера, погиб во время Великой Отечественной войны. Уже в 15 лет Андрей работал рыбаком. Затем служил на Балтийском флоте, но из-за болезни был комиссован. После этого освоил профессию шофёра, но хотел работать на море и перешёл на рыболовную работу. Изначально ходил на яле, а затем на фелюке.
В 1947 году занял должность бригадира  рыболовецкого колхоза «Заветы Ильича», который находился в посёлке Седово (ранее хутор Кривая Коса). Бригада состояла из четырёх человек.  В 1953 году завершил обучение и стал капитаном мотобота, экипаж которого составлял 10 человек, затем был назначен капитаном-бригадиром рыболовного сейнера «Минчанин», во время нахождения на этой должность бригада часто вдвое перевыполняла заданый план. 13 апреля 1963 года «за выдающиеся успехи в достижении высоких показателей добычи рыбы и производства рыбной продукции» Бурлаченко было присвоено звание Герой Социалистического Труда.
Проживал в родном поселке, где и скончался в 1981 году.
В честь Андрея Михайловича был назван рыболовный сейнер.